# Сарт-Наурузово
Сарт-Наурузово (баш. Һарт-Наурыз) — деревня в Кармаскалинском районе Республики Башкортостан Российской Федерации. Входит в состав Прибельского сельсовета.

## География

### Географическое положение
Находится на берегу реки Белой.
Расстояние до:
- районного центра (Кармаскалы): 25 км,
- центра сельсовета (Прибельский): 1 км,
- ближайшей ж/д станции (Сахарозаводская): 6 км.

## Население
| 2002 | 2009 | 2010 |
| ---- | ---- | ---- |
| 467  | ↘378 | ↗404 |

## Религия
Ислам 
- Мечеть